# Stauroderus yunnaneus
Stauroderus yunnaneus är en insektsart som först beskrevs av Boris Petrovich Uvarov 1925.  Stauroderus yunnaneus ingår i släktet Stauroderus och familjen gräshoppor. Inga underarter finns listade i Catalogue of Life.